# Apotropina cinerea
Apotropina cinerea är en tvåvingeart som först beskrevs av Meijere 1906.  Apotropina cinerea ingår i släktet Apotropina och familjen fritflugor. Inga underarter finns listade i Catalogue of Life.